# Fernando Boldrin
Fernando Henrique Boldrin oder kurz Rick (* 23. Februar 1989 in Ribeirão Preto) ist ein brasilianischer Fußballspieler.

## Karriere
Boldrin begann seine Profikarriere 2007 beim São Carlos FC. 2007 wurde er von diesem Verein an Slovan Liberec ausgeliehen und sammelte hier seine erste Auslandserfahrung. Für die Saison 2010/11 wurde er dann an Associação Portuguesa de Desportos ausgeliehen. 2011 verließ er São Carlos und spielte in Folge der Reihe nach für die brasilianischen Vereine Guaratinguetá Futebol, Arapongas EC und AE Velo Clube Rioclarense.
Mit seinem Wechsel zum rumänischen Verein CS Concordia Chiajna setzte er seine Karriere erneut in Europa fort. Nach einer Saison für CS Concordia spielte er dann für die Dauer von jeweils einer Spielzeit für die Vereine Astra Giurgiu und Steaua Bukarest (ab April 2017 FCSB Bukarest). Dabei wurde Boldrin mit Astra Giurgiu wurde Rumänische Meister der Saison 2015/16 und im Sommer 2016 Rumänischer Supercup-Sieger.
Zur Saison 2017/18 wechselte Boldrin zum türkischen Erstligisten Kayserispor. Zur Saison 2018/19 wurde Boldrin von Kayserispor an Çaykur Rizespor ausgeliehen. Im August 2019 wurde er von Rizespor fest verpflichtet. Bis Ende 2022 spielte er in der Türkei; dann kehrte er nach Brasilien zurück.

## Erfolge
CFR Cluj
- Rumänische Meister: 2015/16
- Rumänischer Supercup-Sieger: 2016